# Экспресс до Пекина
«Экспресс до Пекина» (англ. Bullet To Beijing) — телефильм канадского режиссёра Джорджа Михалки с Майклом Кейном и Миа Сара в главных ролях. Фильм не является экранизацией книги Лена Дейтона, а снят как продолжение трилогии о Гарри Палмере 1965—1967 годов.
Съемки фильма проходили в Санкт-Петербурге и в Лондоне.
В 1996 году тем же составом было снято продолжение — фильм «Полночь в Санкт-Петербурге».

## Сюжет
Главным героем фильма является ветеран британской секретной службы Гарри Палмер (Майкл Кейн). Во время демонстрации у посольства Южной Кореи в Лондоне от укола зонтиком погибает русский профессор. Отправленный в отставку Гарри Палмер решает двинуться по следу заказчика и оказывается в Санкт-Петербурге, где на него начинает охоту чеченская мафия. С помощью нового русского знакомого Николая (Джейсон Коннери) и британской разведчицы (Миа Сара) ему удаётся одержать победу в этом поединке.

## В ролях
- Майкл Кейн — Гарри Палмер
- Миа Сара — Наташа
- Джейсон Коннери — Николай Петров
- Анатолий Кульбицкий — профессор Кульбицкий
- Анатолий Шведерский — доктор
- Анатолий Давыдов — Юрий Степанович
- Григорий Гладий — капитан милиции
- Лев Прыгунов — полковник Градский
- Александр Завьялов — Саша
- Анатолий Сливников — Толя
- Светлана Немировская — стюардесса
- Сергей Русскин — пилот
- Анастасия Белова — Илона
- Александр Ильин — Иван
- Иван Шведов — Пётр Сергеевич
- Дмитрий Нагиев — чеченский террорист

## Технические данные
- Производство: киностудии «Ленфильм» и Harry Palmer prod.
- Звук: Dolby Digital.
- Тип съёмки: киноплёнка.